# フィーバールーセントD
『フィーバールーセントD』(フィーバールーセントディー)は、1994年2月に大同（現:ビスティ）が発売した、連荘や確率変動機能が無いデジパチであるパチンコ機のシリーズ名。
フィーバールーセントDⅠの1機種がある。

## 概要
ドラム型のデジパチ。従来のドラムの有効5ラインに、さらに上段に横1ラインを追加した、史上初の有効6ラインとなっている。
本機は連荘機能が無いノーマル機となっている。1993年に「型式試験申請及び検定申請に関する内規」制定により連荘機能を搭載したパチンコ機の販売規制がなされたため、ノーマル機ではあるが従来のパチンコ機に比べ、大当たり確率が高確率であるデジパチが台頭するようになった。本機はその流れを組んだノーマル機のデジパチであり、大当たり確率1/201は当時の規定ギリギリの高さの確率である。
確率変動の機能も搭載されていないが、短時間で数回大当たりすることがあり、連荘機能が搭載されているのではないかと噂になるほどだった。
しかし数珠つなぎ連チャンを主張する読者情報は後を絶たないのだ—『パチンコ必勝ガイド　1994年7・2号』p110
同年代で発売されたノーマル機のデジパチとしてはフィーバーメタルボルカノ(1994年2月)、フィーバーUFO(1994年6月)がある。

## スペック
- フィーバールーセントDⅠ
  - 賞球数 7&15
  - 大当たり最高継続 16R10C
  - 大当たり確率 1/201

## 図柄
- 7
- チェリー
- FEVER
- ベル
- JP
- オレンジ
- SUPER

## 演出
ドラムの前方はステージとなっており、ドラム横のワープゾーンより進入した玉が始動チャッカーに向かって落下する構造になっている。
有効ラインは6ラインであるが、かかるリーチはシングルリーチとダブルリーチである。
リーチアクションはノーマルリーチと一度停止した後に再始動して大当たりする2段階リーチがある。2段階リーチで大当たりする場合は、最後の出目が1コマ上に戻る逆スベりのパターンと、1~20コマ下に進む順スベりのパターンがある。
リーチを事前に知らせる機能がある。左リール停止後、中リールが停止する前にドラムの横にあるランプが点滅し、左右の点滅したランプを結ぶライン上でリーチが発生する。この仕様はフィーバーオールセブンⅡ(1993年9月)と同じである。
リーチアクションがなくあっさり停止して大当たりするパターンもある。

## コンシューマ移植
- 『SANKYO FEVER！フィーバー！』(スーパーファミコン用、日本テレネット、1994年10月28日発売、SHVC-AFFJ、JAN-4988624998162)に収録。